# جریان فالکلند

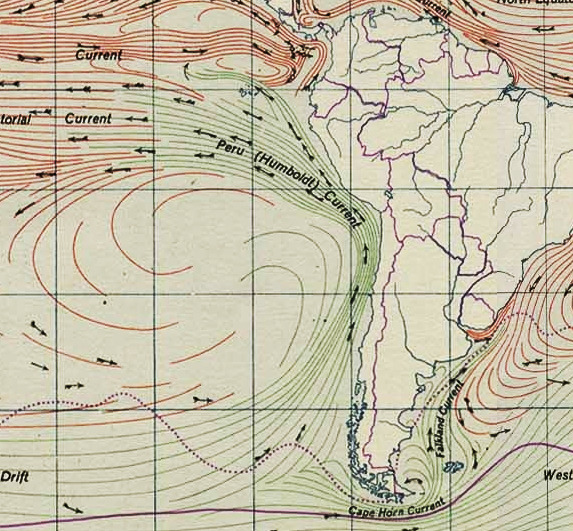
نمایی از جریان فالکلند، شاخه‌ای از جریان کیپ هورن یا دور قطبی (پایین تصویر)

جریان فالکلند (انگلیسی: Falkland Current) که به‌نام جریان مالویناس (Malvinas Current) نیز خوانده می‌شود، جریان اقیانوسی سردی است که در امتداد ساحل پاتاگونیا در اقیانوس اطلس به سمت شمال جریان دارد. این جریان نتیجه جابه‌جایی آب از جریان پیراقطبی جنوبگان و چرخش آن در دماغه هورن است. این جریان نام خود را از جزایر فالکلند (نام اسپانیایی: مالویناس) گرفته است. این جریان در دریای آرژانتین با جریان برزیل آمیخته می‌شود.